# Oineus (Vater des Meleagros)

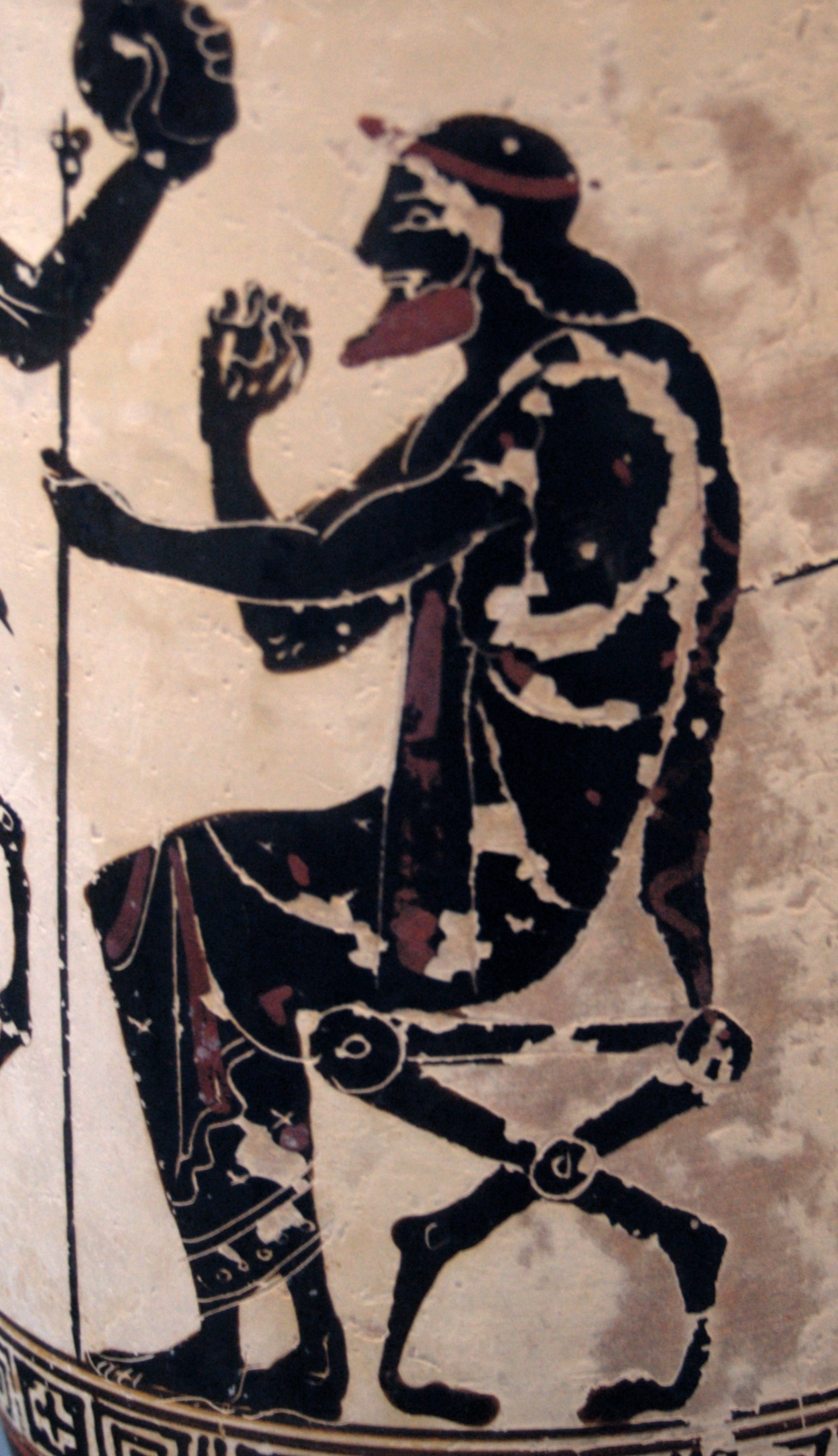
Oineus mit Mantel und Szepter, weißgrundige attische Lekythos, um 500 v. Chr., Staatliche Antikensammlungen (Inv. 1905)

Oineus (altgriechisch Οἰνεύς Oineús, lateinisch Oeneus), Sohn des Porthaon, war in der griechischen Mythologie König von Pleuron und Kalydon in Ätolien. Der Sage nach soll er als Erster die Berge Ätoliens mit Weinreben bepflanzt haben. Von seiner ersten Frau Althaia hatte er drei Kinder: Tydeus, Deïaneira und Meleagros. Tydeus wird von manchen Quellen Oineus’ zweiter Gattin Periboia zugeschrieben.
Auf seine mangelnde Götterverehrung geht die sogenannte kalydonische Jagd zurück: Weil er vergisst, der Göttin Artemis zu opfern, schickt diese einen riesigen Eber, der weithin das Land verwüstet. Erst die kalydonische Jagd setzt dessen Treiben ein Ende.
Nach einer späteren Sage rauben ihm die Söhne seines Bruders Agrios seinen Thron und seine Freiheit. Sein Enkel Diomedes, Sohn des Tydeus, erschlägt deshalb den Agrios und dessen Söhne, übergibt den Thron des Oineus dessen Schwiegersohn Andraimon und nimmt Oineus mit nach Argos.